# Lumen fidei
Lumen fidei (česky Světlo víry) je první encyklika papeže Františka, který ji napsal spolu se svým předchůdcem Benediktem XVI. Encyklika byla vydána v pátek 5. července 2013, na svátek Cyrila a Metoděje, a je datována v Římě 29. červnem 2013 na slavnost svatých apoštolů Petra a Pavla. Vyšla v sedmi jazycích (angličtině, francouzštině, italštině, němčině, polštině, portugalštině a španělštině) a pojednává o křesťanské víře.

## Vznik encykliky
Text encykliky vznikal k probíhajícímu Roku víry jako podnět k orientaci i meditacím. Text byl napsán „čtyřručně“ – papež Benedikt XVI. ještě za svého pontifikátu encykliku z velké části připravil, ale nestačil ji už do svého odstoupení dokončit. Poskytl ji však svému nástupci. Papež František přijal koncept a z jisté části i hotový text a doplnil či upravil jej podle svého. Téma této encykliky doplňuje témata encykliky Benedikta XVI. o lásce (Deus caritas est z roku 2006) a naději (Spe salvi z roku 2007) o třetí ctnost, kterou je víra.

## Obsah
Encyklika je rozdělena do čtyř kapitol a má šedesát odstavců. První kapitola má název Uvěřili jsme v lásku. Připomíná biblické obrazy uvěření, životního pohybu ve víře a jejího růstu, tak, jak to lze vyčíst ze Starého zákona, od víry Abraháma. V závěru kapitoly je představen Ježíš jako ten, kdo přivádí víru k plnosti. Církev je pak v encyklice opakovaně prezentována jako vlastní prostor uchovávání, předávání a růstu víry.
Druhá kapitola nese název Jestliže neuvěříte, neporozumíte. Představuje strukturu uvěření a života ve víře. Věnuje se také vztahu víry, lásky a moudrosti, víře jako vidění a slyšení, dialogu víry a rozumu. Třetí kapitola je nazvaná Předávám, co jsem přijal. Papež se v ní věnuje předávání víry a souvislostí slavení svátostí s tímto předáváním. Klade mj. důraz na jednotu a celistvost víry. Slavení svátostí je zde představeno jako předávání „paměti církve“, která v sobě nese víru. Čtvrtá kapitola Bůh jim připravuje město představuje víru jako nesmírně užitečnou pomoc pro budování takového světa, v němž by se člověk cítil bezpečně. Papež se věnuje naplnění víry v lidských vztazích, rodině, společnosti i postoj k utrpení a smrti. Encyklika končí krátkou prosebnou modlitbou k Panně Marii, která je viděna jako ta, která uvěřila a může člověku pomáhat na cestě víry.
| „                            | Všichni máme zvláště dnes zapotřebí jít k podstatě křesťanské víry, prohloubit ji a konfrontovat s aktuálními problémy. Myslím však, že tato encyklika nebo alespoň některé její části mohou být užitečné také pro toho, kdo hledá Boha a smysl života. Vkládám ji do rukou Mariiných, dokonalé ikony víry, aby mohla přinést plody, které chce Pán. | “ |
| — papež František 7. 7. 2013 | |   |